# Філграстим
Філграстим (англ. Filgrastim, лат. Filgrastimum) — напівсинтетичний препарат, який продукується лабораторним штамом бактерії Escherichia coli, до геному якої введено ген гранулоцитарного колонієстимулюючого фактору людини, та який є аналогом гранулоцитарного колонієстимулюючого фактору людини. Філграстим застосовується підшкірно та внутрішньовенно. Філграстим розроблений у лабораторії швейцарської компанії «Roche», яка розпочала його виробництво під торговою маркою «Нейпоген», та застосовується у клінічній практиці з початку 90-х років ХХ століття. З 2013 року правами на випуск оригінального філграстиму та пегільованого препарату гранулоцитарного колонієстимулюючого фактору пегфілграстиму володіє американська компанія «Amgen».

## Фармакологічні властивості
Філграстим — напівсинтетичний препарат, який продукується лабораторним штамом Escherichia coli, який є аналогом гранулоцитарного колонієстимулюючого фактору людини. Оскільки філграстим є аналогом гранулоцитарного колонієстимулюючого фактору людини, то після його застосування прискорюється дозрівання функціонально активних нейтрофілів, та їх вихід у кров із кісткового мозку. Одночасно із підвищенням кількості в крові нейтрофілів у крові підвищується кількість моноцитів. Унаслідок цього посилюється відновлення кровотворення, знижується тривалість фебрильної нейтропенії, знижується ризик геморагічних ускладнень та потреба в переливанні тромбоцитарної маси. Філграстим застосовується для лікування нейтропенії, спричиненої тривалим застосуванням хіміотерапевтичних засобів для лікування злоякісних пухлин (за виключенням гематологічних захворювань, які перебігають із збільшенням кількості гранулоцитів у крові), при вродженому зниженні кількості нейтрофілів, а також при інших захворюваннях або застосуванні лікарських препаратів, які спричинюють зниження кількості лейкоцитів та зокрема нейтрофілів (у тому числі спричиненої цитостатиками при ревматоїдному артриті і ювенільному ревматоїдному артриті, а також при СНІДі), а також для профілактики виникнення фебрильної нейтропенії та зменшення тривалості курсу профілактичного застосування антибіотиків для попередження виникнення важких вторинних інфекцій. Філграстим також застосовується після проведення трансплантації кісткового мозку для зниження тривалості нейтропенії та з профілактичною меою задля зниження ймовірності розвитку вторинних інфекційних ускладнень. У проведених клінічних дослідженнях у Великій Британії філграстим збільшував ефективність лікування у новонароджених дітей із сепсисом, який супроводжувався нейтропенією, що значно перевищувало ефективність препарату людського гранулоцитомакрофагального колонієстимулюючого фактору сарграмостиму. При застосуванні філграстиму частота побічних ефектів є досить значною, проте у більшості випадків вони є легкими або помірними.

### Фармакокінетика
Філграстим швидко розподіляється в організмі як після внутрішньовенного, так і після підшкірного застосування, біодоступність препарату після підшкірного введення становить 60—70 %. Максимальна концентрація філграстиму в рові досягається протягом 4—5 годин після підшкірного введення. Найвищі концентрації препарату спостерігаються в кістковому мозку, нирках, печінці та надниркових залозах. Філграстим проходить через плацентарний бар'єр. Даних за проходження препарату через гематоенцефалічний бар'єр та про виділення філграстиму в грудне молоко немає. Препарат метаболізується ферментами нейтрофілів крові. Виводить філграстим із організму із сечею у вигляді метаболітів. Період напіввиведення препарату становить 3,5 години, даних за збільшення цього часу в хворих із порушеннями функції печінки та нирок немає.

## Покази до застосування
Філграстим застосовується для лікування нейтропенії, спричиненої тривалим застосуванням хіміотерапевтичних засобів для лікування злоякісних пухлин (за виключенням гематологічних захворювань, які перебігають із збільшенням кількості гранулоцитів у крові), при вродженому зниженні кількості нейтрофілів, для мобілізації стовбурових клітин периферичної крові як у хворих, так і здорових донорів, а також при інших захворюваннях або застосуванні лікарських препаратів, які спричинюють зниження кількості лейкоцитів та зокрема нейтрофілів.

## Побічна дія
При застосуванні філграстиму частота побічних ефектів є досить значною, проте у більшості випадків вони є легкими або помірними. Найчастішим побічним ефектом препарату є біль у кістках, який спостерігається у 15—39 % хворих, яким вводили філграстим. У більшості випадків цей біль купується застосуванням нестероїдних протизапальних препаратів. Важким дерматологічним побічним ефектом філграстиму є так званий синдром Світа, ознаками якого є гарячка, нейтрофільоз, множинні болючі еритематозні бляшки на шкірі, щільна нейтрофільна інфільтрація шкіри, минуча лейкемічна інфільтрація шкіри у хворих хронічним мієлолейкозом, періодична гіперемія шкіри, а також запальні явища та алергічні реакції в місці ін'єкції препарату. При застосуванні філграстиму в хворих із аутоімунними захворюваннями може спостерігатися загострення основного захворювання. Іншими відносно частими побічними ефектами препарату є алопеція та спленомегалія. Іншими побічними ефектами препарату є:
- Алергічні реакції — васкуліт, шкірні алергічні реакції різного типу (шкірний висип, кропив'янка, набряк Квінке), анафілактичний шок, окремі випадки реакції «трансплантат проти господаря» у хворих після проведеної трансплантації кісткового мозку.
- З боку травної системи — нудота, блювання, запор, зниження апетиту.
- З боку нервової системи — головний біль.
- З боку серцево-судинної системи — минуча артеріальна гіпотензія, посилення схильності до тромбоутворення.
- З боку дихальної системи — кашель, задишка, кровохаркання, диспное, гострий респіраторний дистрес-синдром, дихальна недостатність, набряк легень, інтерстиційне захворювання легень, інфільтрати в легенях, легеневі кровотечі, носова кровотеча.
- З боку сечостатевої системи — дизурія.
- Зміни в лабораторних аналізах — лейкоцитоз, підвищення рівня активності амінотрансфераз, лужної фосфатази і гаммаглутамілтранспептидази, підвищення рівня сечової кислоти в крові.

## Протипокази
Філграстим протипоказаний при застосуванні при підвищеній чутливості до препарату, а також при важкій вродженій нейтропенії із цитогенетичними порушеннями (синдром Костманна). Філграстим не рекомендований для застосування при вагітності та годуванні грудьми.

## Форми випуску
Філграстим випускається у вигляді розчину для ін'єкцій по 0,3; 0,5; 0,6; 0,75; 0,8; 1,0; 1,2; 1,6; 1,92; 2,5 мл.